# Liste des drapeaux de Suisse E
Pour les communes suisses commençant par E. Pour plus d'informations sur les conceptions, s'il vous plaît lire l'article d'une commune. 

Échandens
Echarlens
Eschikofen
Éclépens
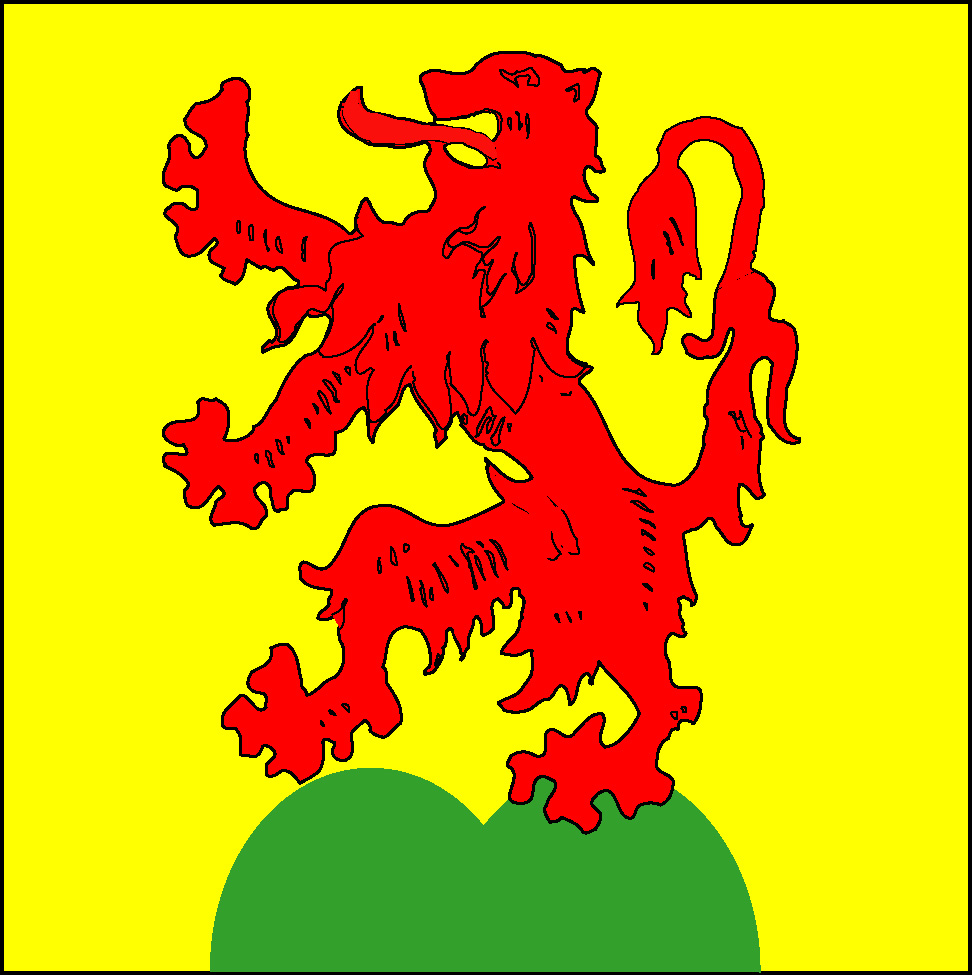
Écoteaux
Elfingen
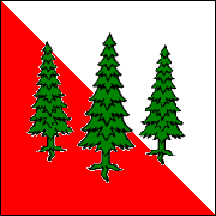
Épesses
Ettingen